# Megalopodidae
Megalopodidae är en familj av skalbaggar som beskrevs av Pierre André Latreille 1802. Enligt Catalogue of Life ingår Megalopodidae i överfamiljen Chrysomeloidea, ordningen skalbaggar, klassen egentliga insekter, fylumet leddjur och riket djur, men enligt Dyntaxa är tillhörigheten istället ordningen skalbaggar, klassen egentliga insekter, fylumet leddjur och riket djur. Enligt Catalogue of Life omfattar familjen Megalopodidae 10 arter. 
Kladogram enligt Catalogue of Life och Dyntaxa:
| Megalopodidae | \| \| Palophagus \| \| \| \| \| \| Zeugophora \| \| \| \| |
|               | \| \| Palophagus \| \| \| \| \| \| Zeugophora \| \| \| \| |
|               | bladbaggar                                                |
|               |                                                           |
|               | Orsodacnidae                                              |
|               |                                                           |
|               | Palophagus                                                |
|               |                                                           |
|               | Zeugophora                                                |
|               |                                                           |

|  | Palophagus |
|  |            |
|  | Zeugophora |
|  |            |

## Bildgalleri

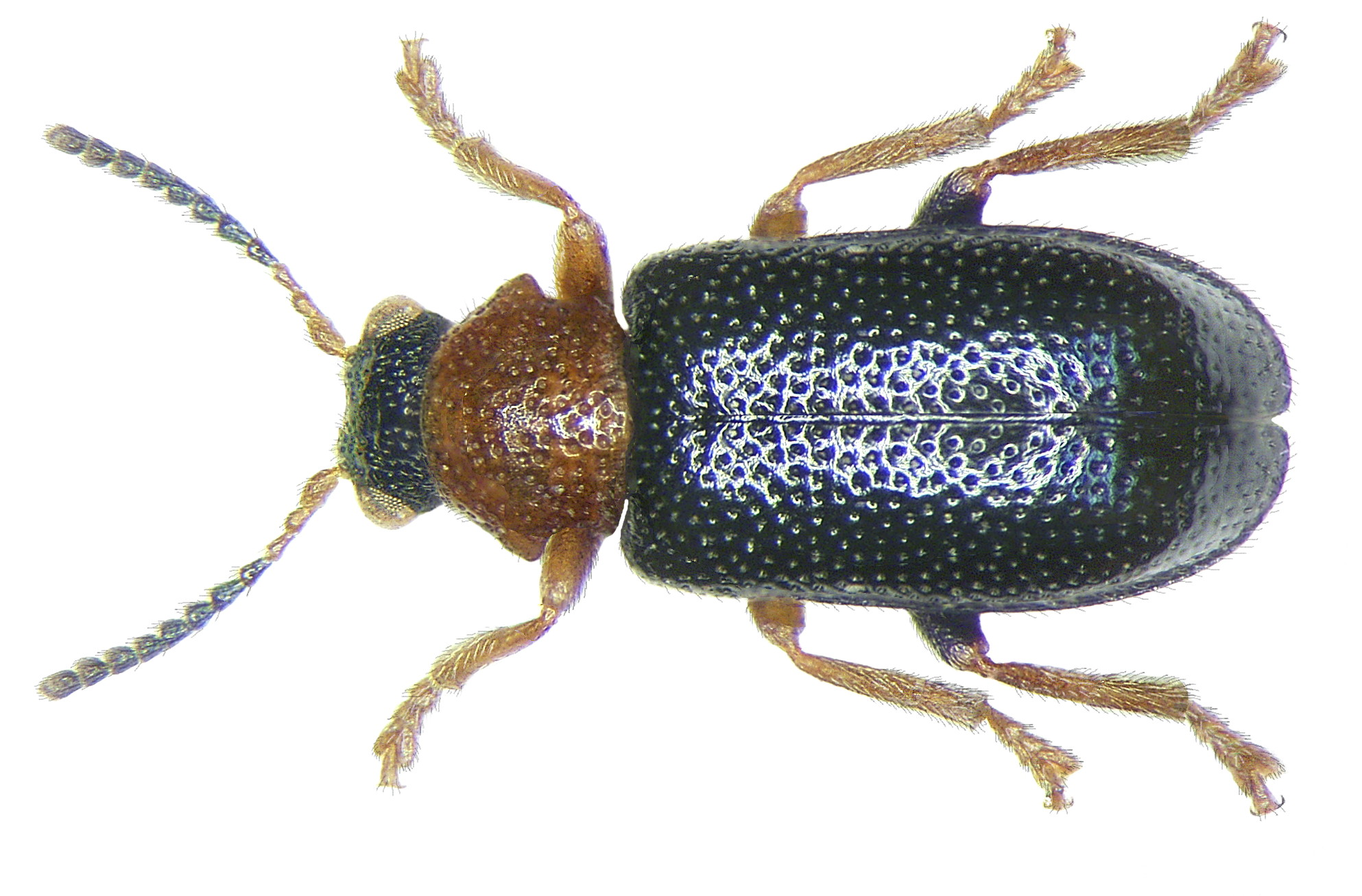